# Jonas Luz
Jonas Luz (ur. 29 listopada 1985 w Esteio) – brazylijski snookerzysta. Zdobył mistrzostwo panamerykańskie, co zapewniło mu miejsce w World Snooker Tour od sezonu snookerowego 2024/25.

## Kariera
Pochodzi z Esteio w Rio Grande do Sul. Zaczął grać w snookera w wieku trzech lat. Mieszka w Canoas, gdzie trenuje w Match Clube de Sinuca.
Luz wygrał Mistrzostwa Brazylii w 2021 roku. Został mistrzem w wariancie na sześciu czerwonych w Clube União w Caçapava w 2022 roku. Był wicemistrzem Brazylii w 2023 roku.
Luz wygrał Mistrzostwa Panamerykańskie w Snookerze 2023, które odbyły się w Rio de Janeiro. W fazie grupowej pokonał Itaro Santosa, a w drodze do finału pokonał Zico, Rafinhę i Kanadyjczyka Charliego Browna. W finale pokonał swojego rodaka Fabinho 5-4. Dzięki temu zwycięstwu po raz pierwszy zakwalifikował się do zawodowego cyklu snookera.

### Kariera zawodowa
W sierpniu 2024 roku odniósł swoje pierwsze zwycięstwo jako zawodowiec, pokonując Mostafę Dorghama podczas turnieju Saudi Arabia Snooker Masters.
W czerwcu 2025 roku zadebiutował w pierwszej rundzie kwalifikacji do Wuhan Open 2025, gdzie zmierzył się z Ryanem Dayem z Walii i przegrał 1-5.

## Występy w turniejach w karierze
| Ranking                    | [ i ] | 92 |
| Turnieje rankingowe        |       |    |
| Championship League        | A     | RR |
| Xi'an Grand Prix           | A     |    |
| Saudi Arabia Masters       | 2R    |    |
| English Open               | WD    |    |
| British Open               | A     | LQ |
| Wuhan Open                 | A     | LQ |
| Northern Ireland Open      | A     |    |
| International Championship | LQ    |    |
| UK Championship            | LQ    |    |
| Shoot Out                  | 1R    |    |
| Scottish Open              | LQ    |    |
| German Masters             | LQ    |    |
| Welsh Open                 | LQ    |    |
| World Open                 | LQ    |    |
| World Grand Prix           | DNQ   |    |
| Players Championship       | DNQ   |    |
| Tour Championship          | DNQ   |    |
| World Championship         | LQ    |    |

1. ↑  Nowi gracze w Tourze nie mają rankingu.

| Legenda tabeli wyników              | Legenda tabeli wyników       | Legenda tabeli wyników                     | Legenda tabeli wyników                                                              | Legenda tabeli wyników                     | Legenda tabeli wyników                     |
| ----------------------------------- | ---------------------------- | ------------------------------------------ | ----------------------------------------------------------------------------------- | ------------------------------------------ | ------------------------------------------ |
| LQ                                  | odpadnięcie w kwalifikacjach | #R                                         | odpadnięcie we wczesnej fazie turnieju (WR = runda dzikich kart, RR = faza grupowa) | QF                                         | przegrana w ćwierćfinale                   |
| SF                                  | przegrana w półfinale        | F                                          | przegrana w finale                                                                  | W                                          | zwycięstwo                                 |
| DNQ                                 | nie zakwalifikował/a się     | A                                          | nie brał/a udziału                                                                  | WD                                         | zrezygnował/a w trakcie turnieju           |
| Legenda oznaczeń w tabelach wyników |                              |                                            |                                                                                     |                                            |                                            |
| NH / Nie roz.                       | NH / Nie roz.                | Turniej nie odbył się.                     | Turniej nie odbył się.                                                              | Turniej nie odbył się.                     | Turniej nie odbył się.                     |
| NR / Nie-rank.                      | NR / Nie-rank.               | Turniej nie był zaliczany jako rankingowy. | Turniej nie był zaliczany jako rankingowy.                                          | Turniej nie był zaliczany jako rankingowy. | Turniej nie był zaliczany jako rankingowy. |
| R / Rank.                           | R / Rank.                    | Turniej był zaliczany jako rankingowy.     | Turniej był zaliczany jako rankingowy.                                              | Turniej był zaliczany jako rankingowy.     | Turniej był zaliczany jako rankingowy.     |
| MR / Minor-Rank.                    | MR / Minor-Rank.             | Turniej był zaliczany jako minor ranking.  | Turniej był zaliczany jako minor ranking.                                           | Turniej był zaliczany jako minor ranking.  | Turniej był zaliczany jako minor ranking.  |